# جایزه براگی

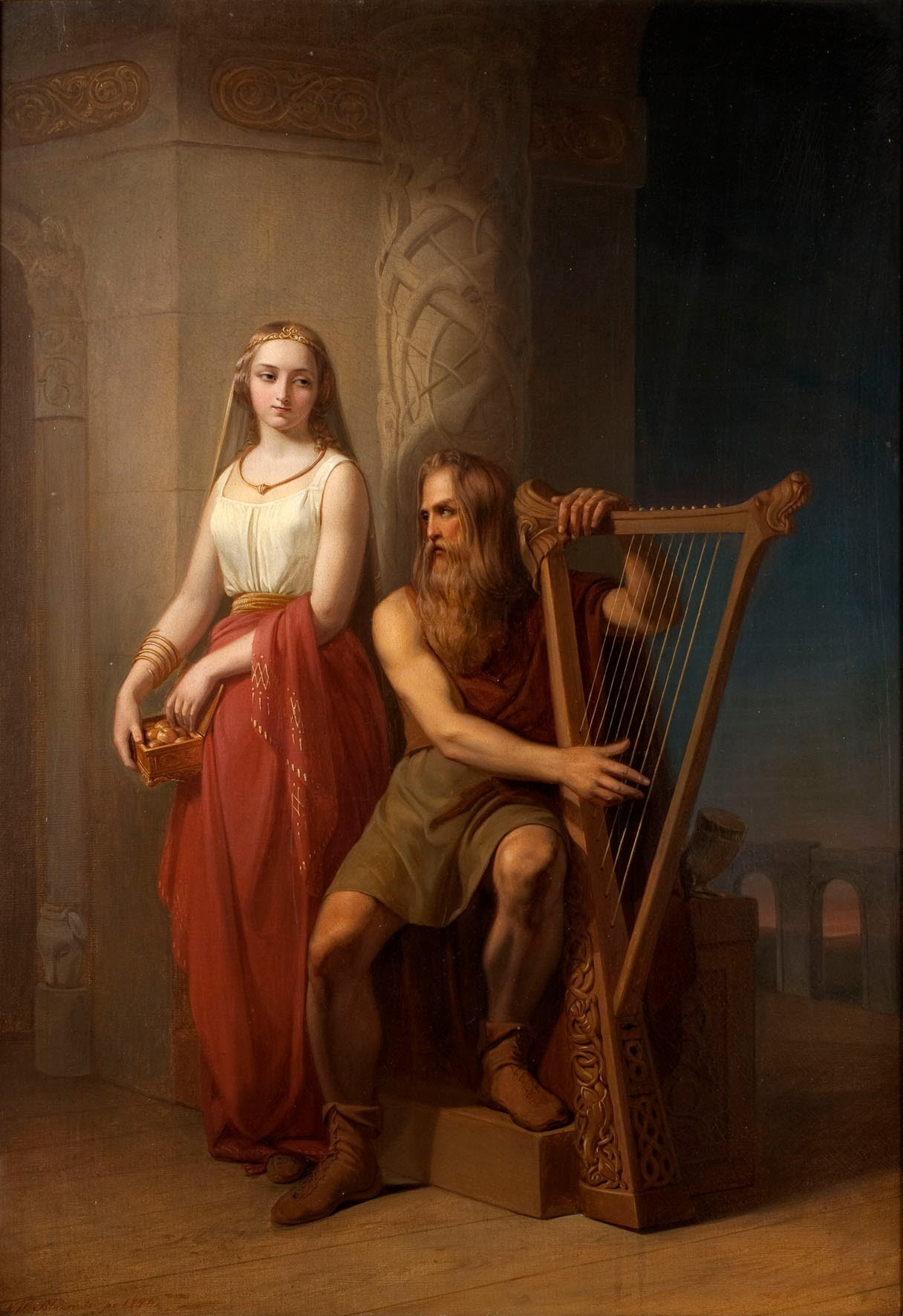
این جایزهٔ نام خود را از براگی، خدای اساطیری شعر در شمال می‌گیرد.

جایزه براگی یا براگی‌پریسن (نروژی: Brageprisen) یک جایزهٔ ادبی نروژی است که همه‌ساله توسط «بنیاد جوایز کتاب نروژ» اهدا می‌شود. این جایزهٔ به کتاب‌های تازه‌منتشرشده اعطا می‌گردد.
این جایزه هر پائیز، از سال ۱۹۹۲ میلادی تا کنون اهدا شده و رده‌های زیر را در بر می‌گیرد:
- ادبیات داستانی
- ادبیات کودک
- غیرداستانی
- کلاس آزاد - هر سال تغییر می‌کند.

در سال‌های آغازین، این جایزه، به رده‌های زیر هم تعلق می‌گرفت:
- شعر
- کتاب درسی
- کتاب‌های تصویری
- ادبیات عمومی

از برندگان این جایزه می‌توان به پیر پیترسون، لارس سابی کریستینسن، کارل اوه کناسگور، آسنه سیستاد و فام ای‌یکمان اشاره کرد.